# باد بلومفيلد
باد بلومفيلد (بالإنجليزية: Bud Bloomfield)‏ هو لاعب كرة قاعدة أمريكي، ولد في 5 يناير 1936 في أوكلاهوما سيتي في الولايات المتحدة، وتوفي في 21 ديسمبر 2011 في هانتسفيل في الولايات المتحدة.